# Hollebeek (Merelbeke)
Hollebeek is een beek en een wijk in de Belgische gemeente Merelbeke. De wijk omvat in feite het deel van Kwenenbos ten oosten van de N444. De wijk Hollebeek ligt ongeveer 1 à 2 kilometer ten zuiden van het centrum van Merelbeke en gaat in het oosten abrupt over in het provinciale Gentbos. De wijk werd vernoemd naar de beek die doorheen het Gentbos en de Hollebeekwijk naar de Scheldevallei stroomt.

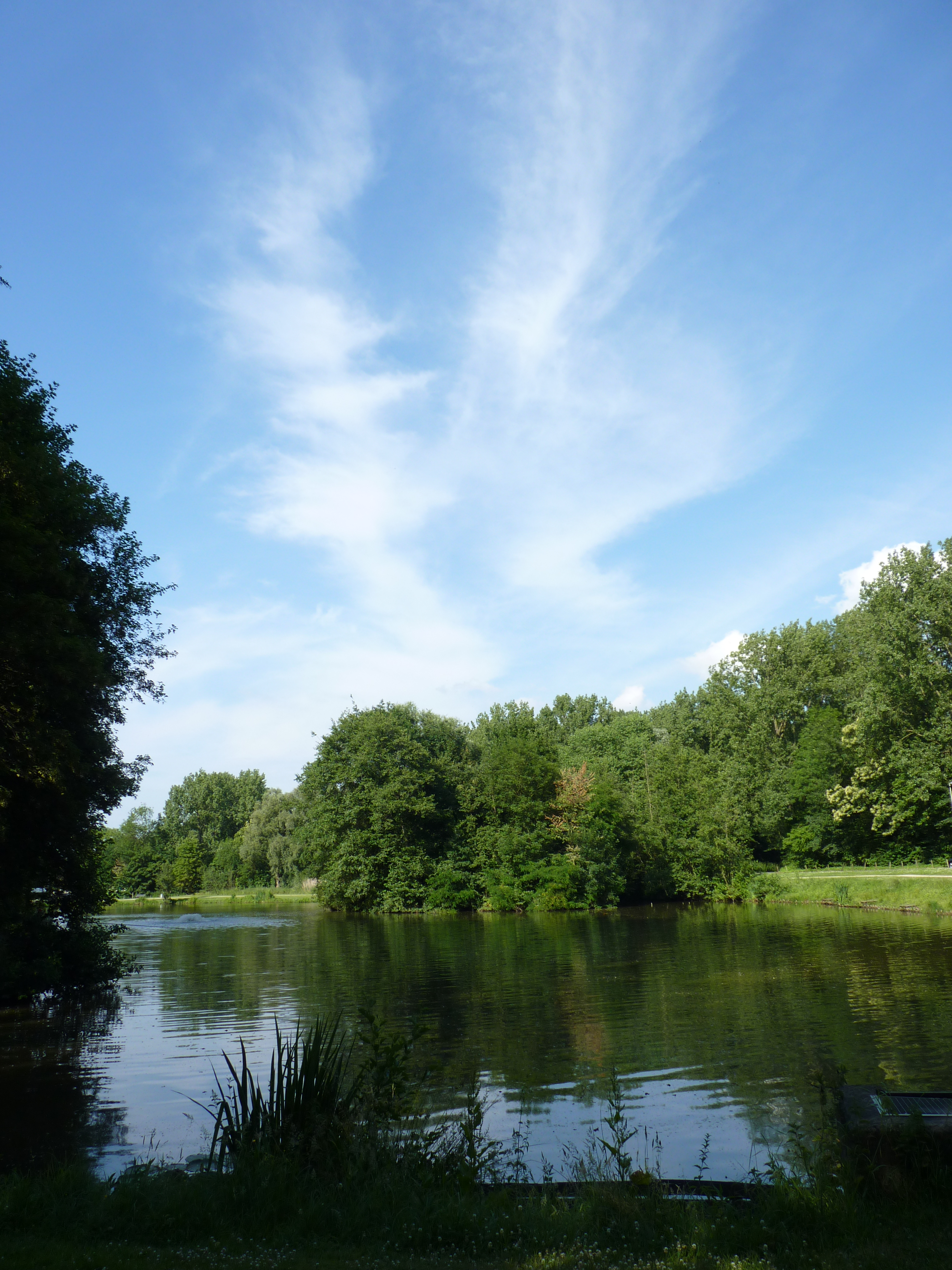
De vissersvijver in wijk Hollebeek

## Geschiedenis
Vóór de 20ste eeuw maakte de huidige Hollebeekwijk deel uit van een weids moerasachtig gebied met vijvers en braakliggende gronden, dat het Gentbos verbond met het gebied langs de Schelde. Rond begin jaren ‘70 van afgelopen eeuw werden grote delen de drassige omgeving omgevormd en verkaveld tot duurzame bouwgrond. Een klein deel van de moerassen zijn tot op heden bewaard gebleven als deel van het Gentbos, langs de oostelijke rand van de wijk.
In de periode van 2009 op 2010 werd een groot deel van de bestaande straten in de Hollebeekwijk helemaal vernieuwd.
Wat straatnamen met de bijhorende historische duiding.
| Straatnaam               | Oorsprong benaming                         |
| ------------------------ | ------------------------------------------ |
| Leonce Volckaertdreef    | Politieke gevangene tijdens W.O. II        |
| Burg. De Guchteneerelaan | Burgemeester van Merelbeke (1945-1959)     |
| Motsenstraat             | De "Modtse" hoeve                          |
| Bundervijver             | "Bunder" is een oude vlaktemaat (1ha)      |
| Muitevijver              | "Muize" of "Meuze" is minderwaardige grond |
| Rasmusvijver             | "mus" is "modder", "moeras" of "poel"      |
| Reepvijver               | Lanckreep / "Reep" is "touw" of "lijn"     |
| Winvijver                | Hooghe Wynvivere / "wyn" is "wind"         |

Extra duiding rond de nieuwe straatnamen met een kaart van de wijk Hollebeek, gehaald uit het Landboek van Merelbeke uit 1782.

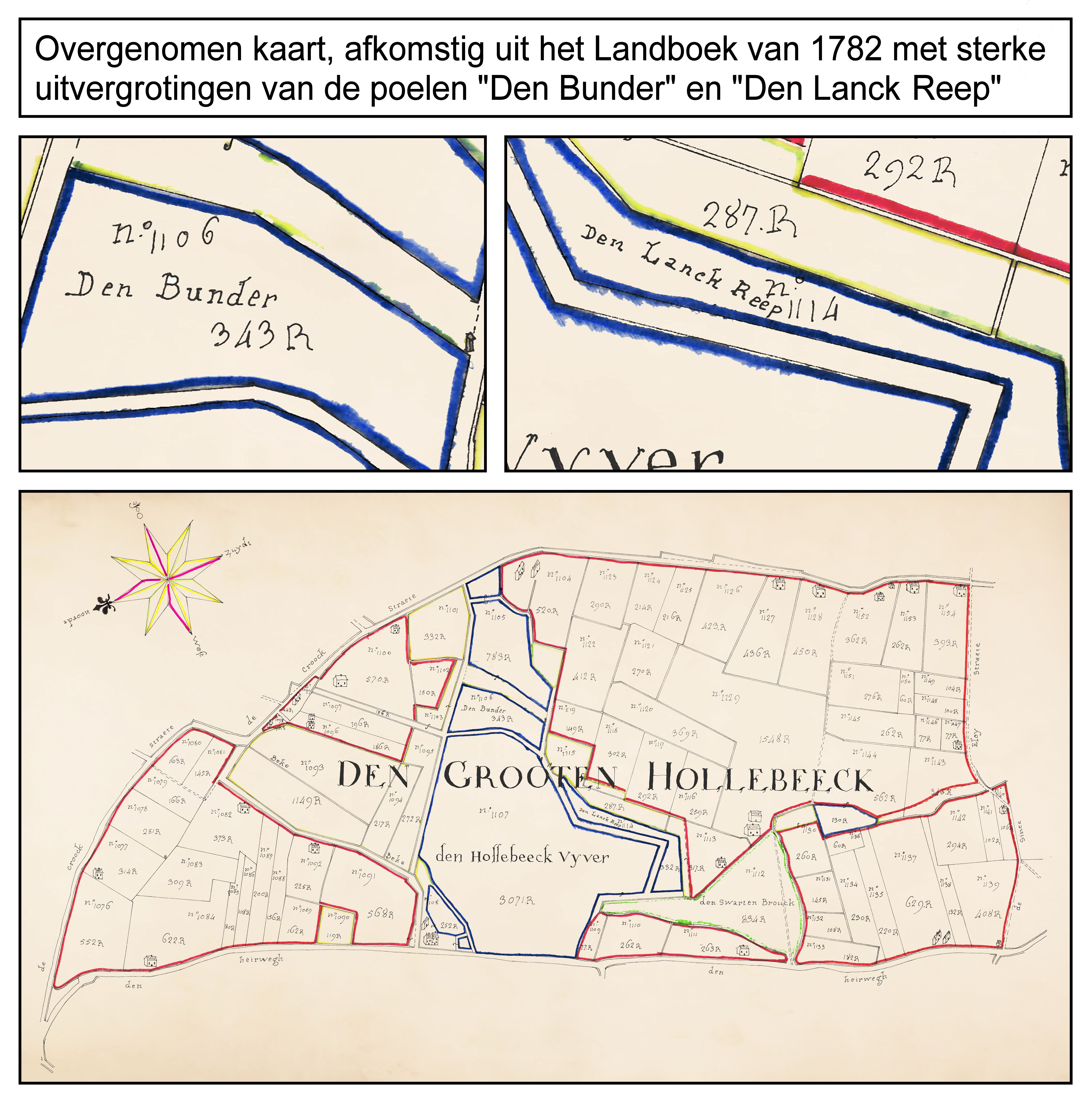

## Bezienswaardigheden
- De Hollebeekvijver
- Het Gentbos

## Nieuwbouw Vijverwijk
In 2011 werden in de gemeenteraad van Merelbeke de straatplannen goedgekeurd voor de bouw van een nieuwe energiezuinige woonomgeving in het noorden van Hollebeek, gelegen tussen de Motsenstraat, Leonce Volckaertdreef en de Hundelgemsesteenweg. De straatnamen van de nieuwe buurt verwijzen naar nog bestaande of (deels) gedempte vijverputten of moerassen rondom de zuidelijker gelegen Vissersvijver, het Hollebeekpark. De nieuwe buurt steekt qua indeling en bouwstijl sterk af ten opzichte van het resisentiële deel van Hollebeek: De verkaveling is er veel compacter geworden conform de hedendaagse bouwnormen.

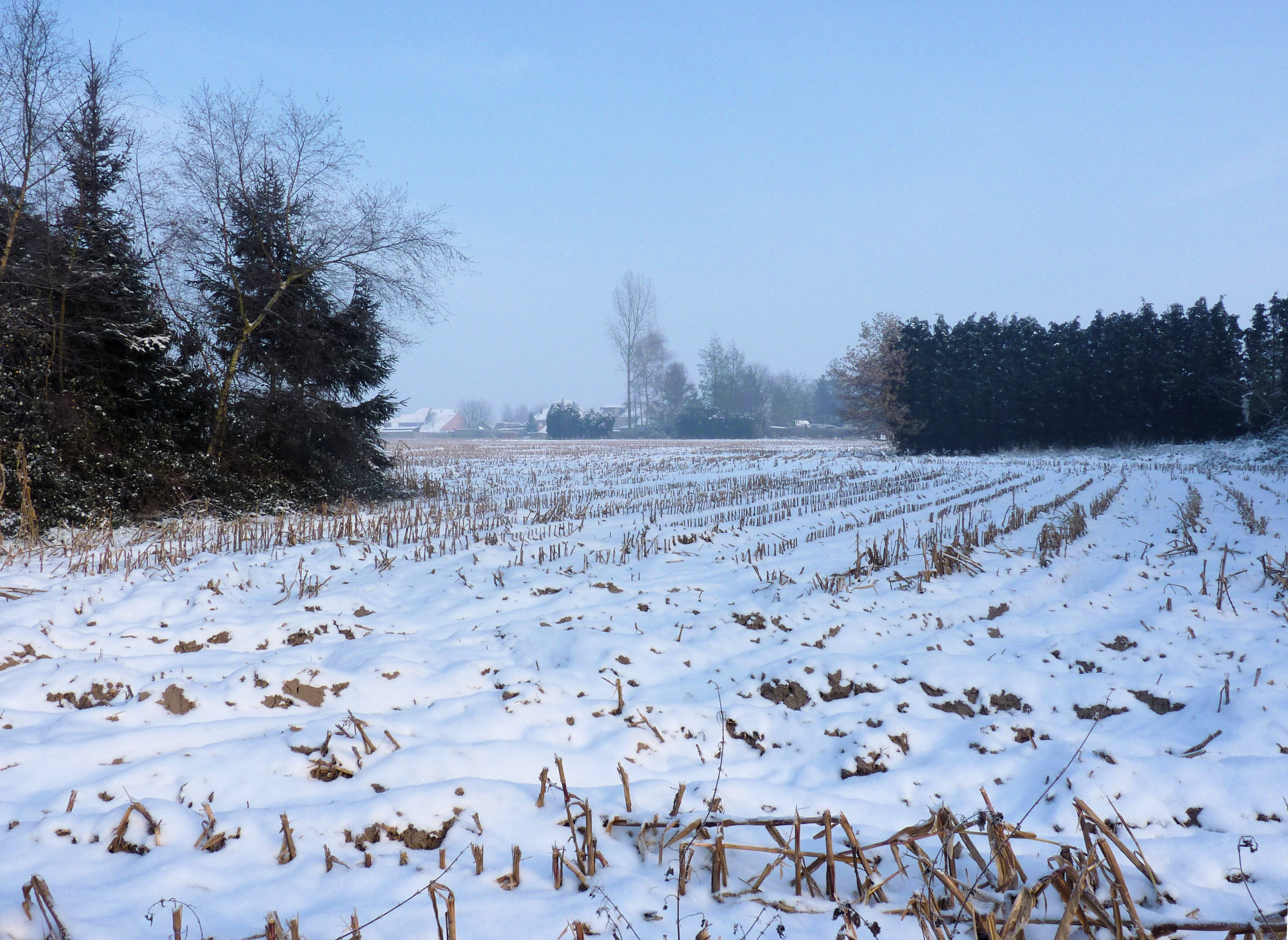
3 december 2010, de plek van de Vijverwijk in Merelbeke Hollebeek, toen nog een veld.
23 augustus 2013, panoramische foto vanaf Reepvijver, de nieuwe wijkomgeving is nog in volle ontwikkeling

## Wat beeldmateriaal

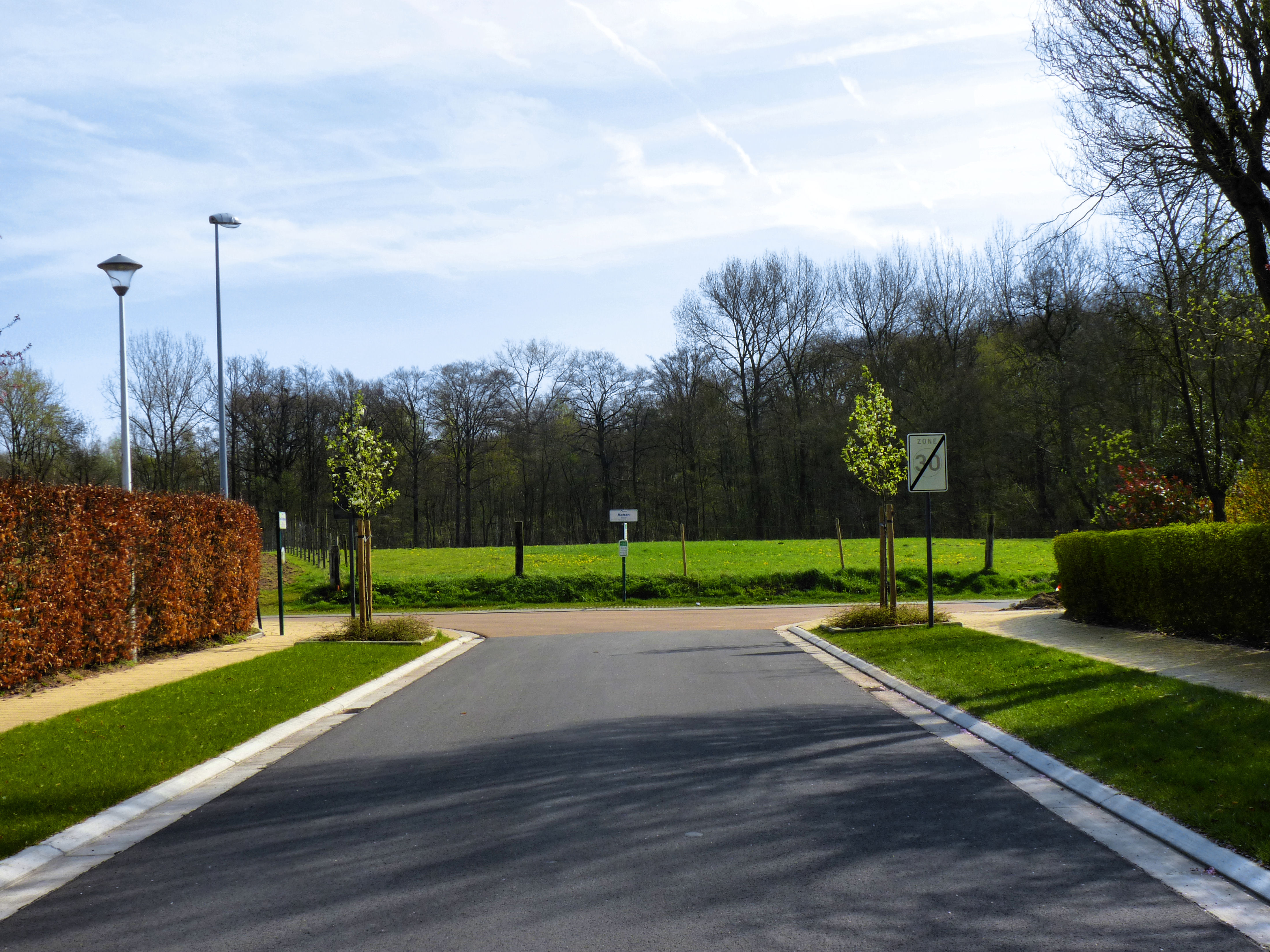
Oostrand Hollebeekwijk bij Gentbos
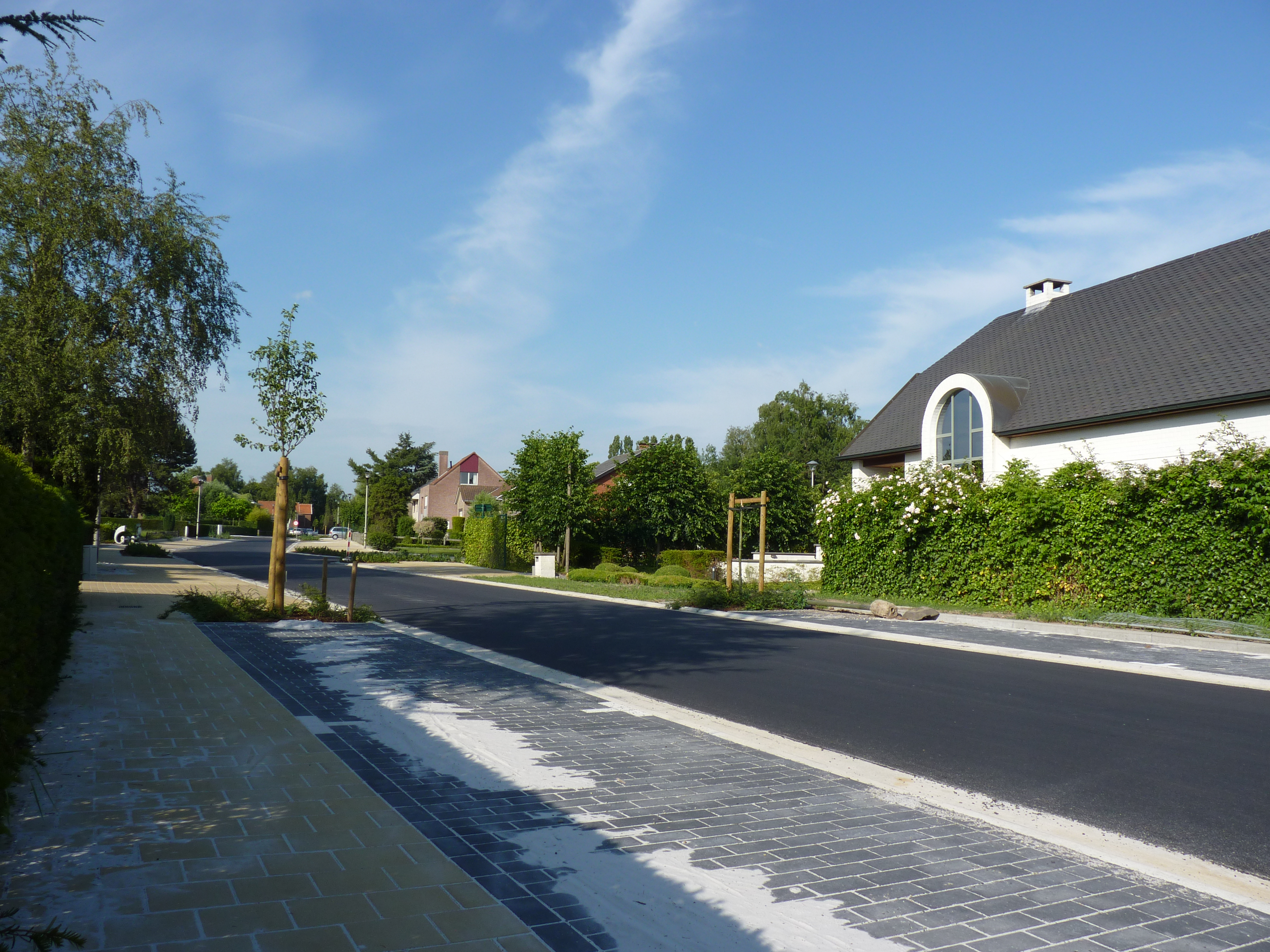
Hollebeekstraat in 2010 na vernieuwing stratennetwerk in de wijk
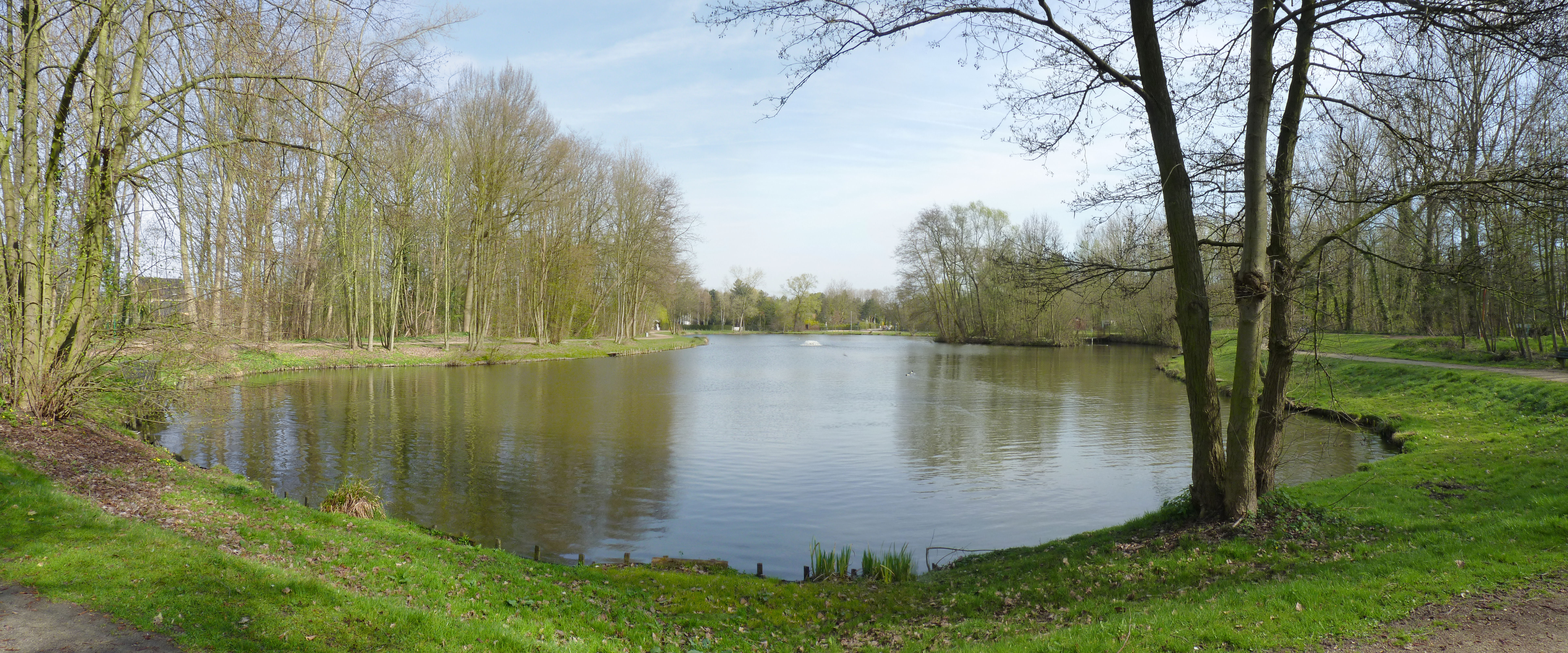
Panoramisch zicht van de Vissersvijver
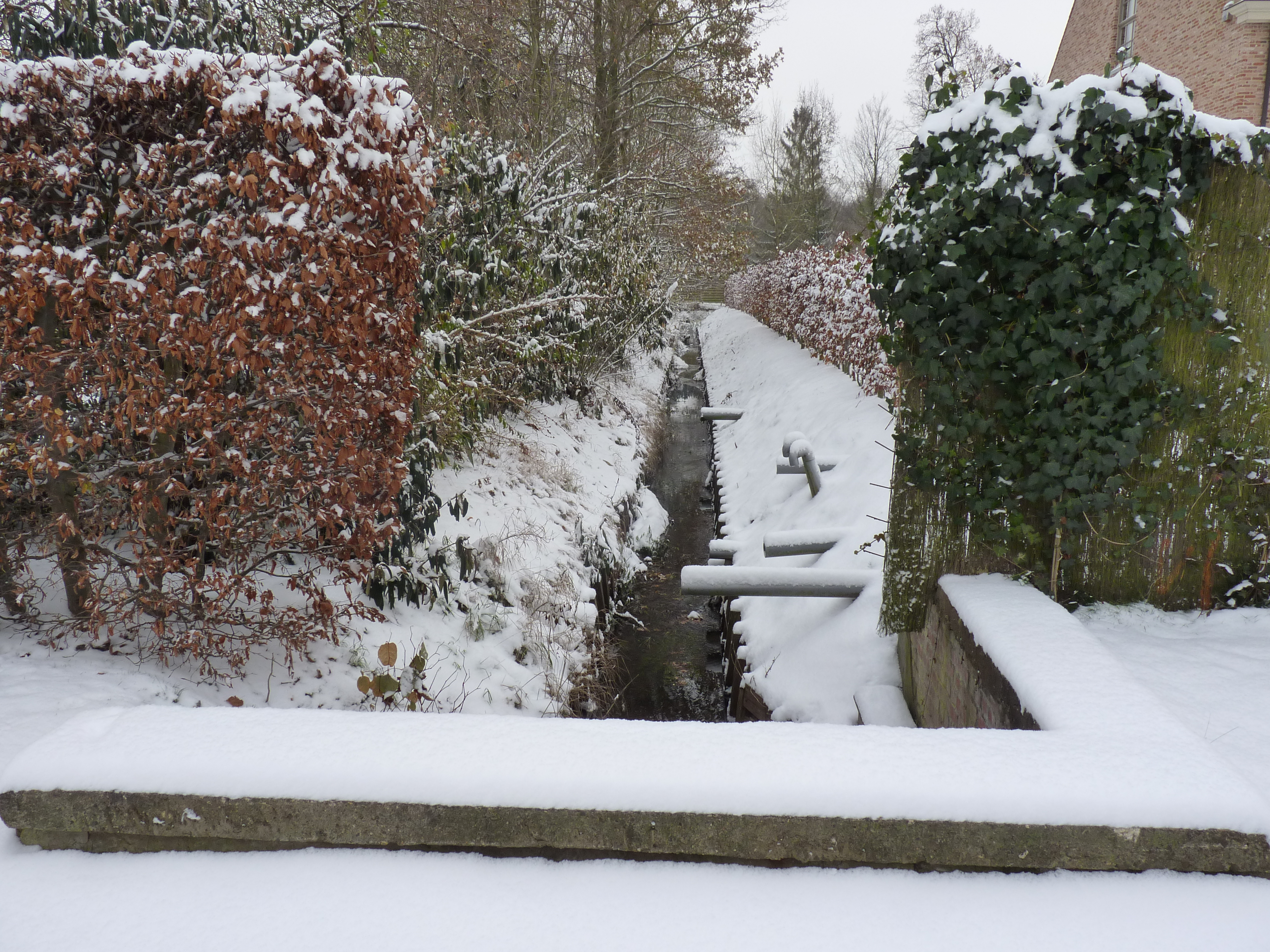
De Hollebeek-stroom komt van het Gentbos en loopt doorheen de wijk
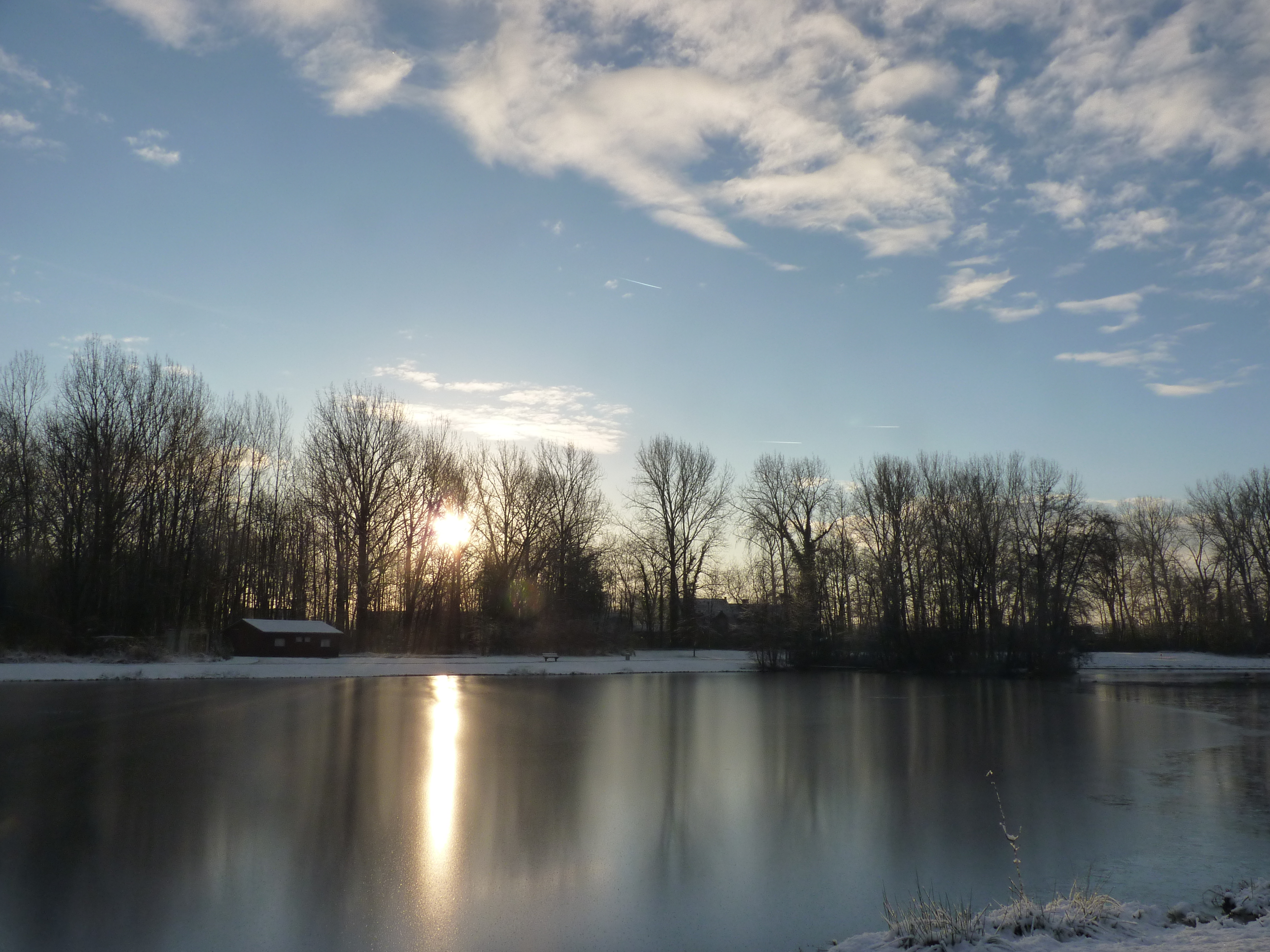
De Vissersvijver (december 2011)
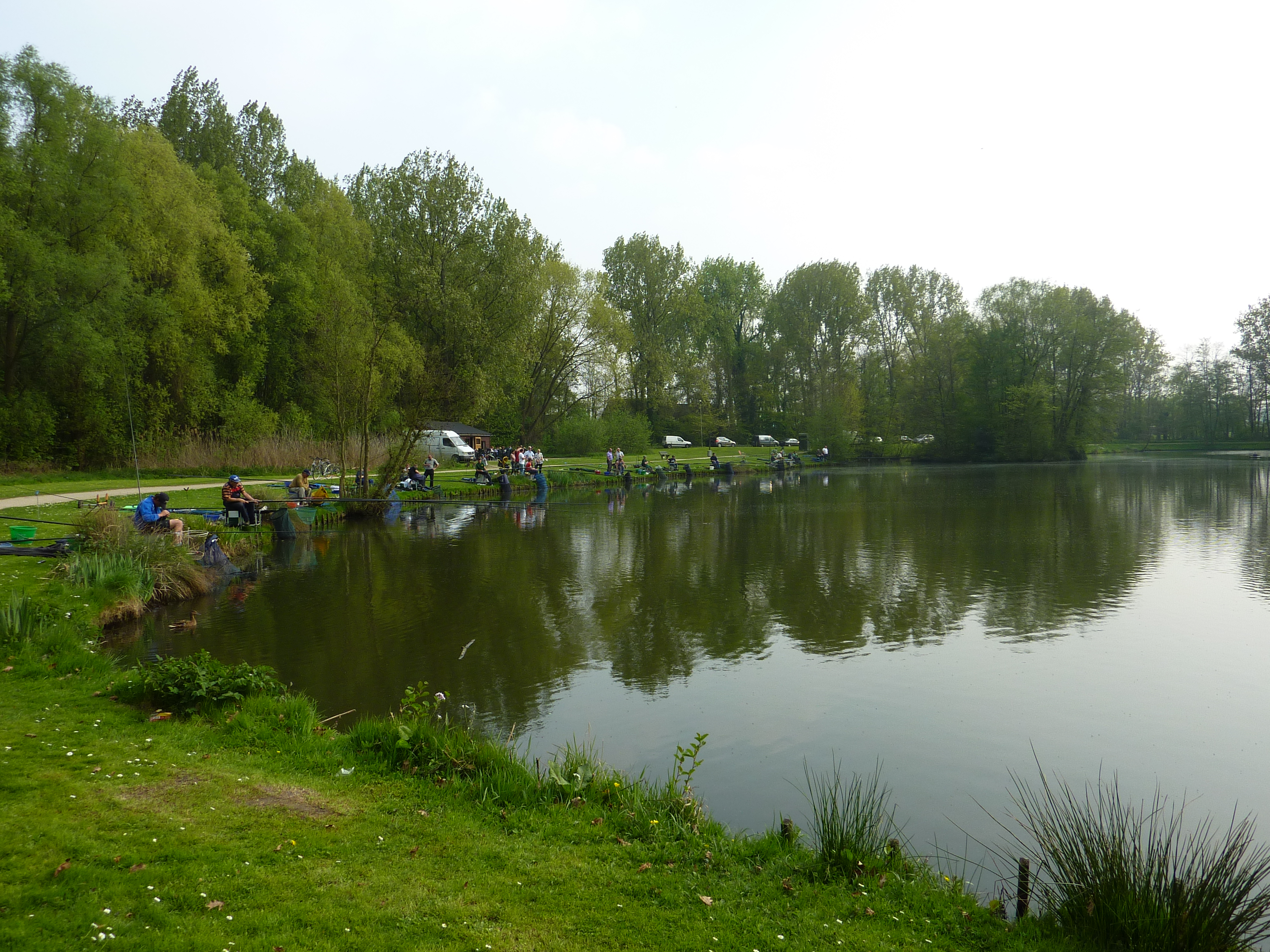
Visserswedstrijd in lente 2011
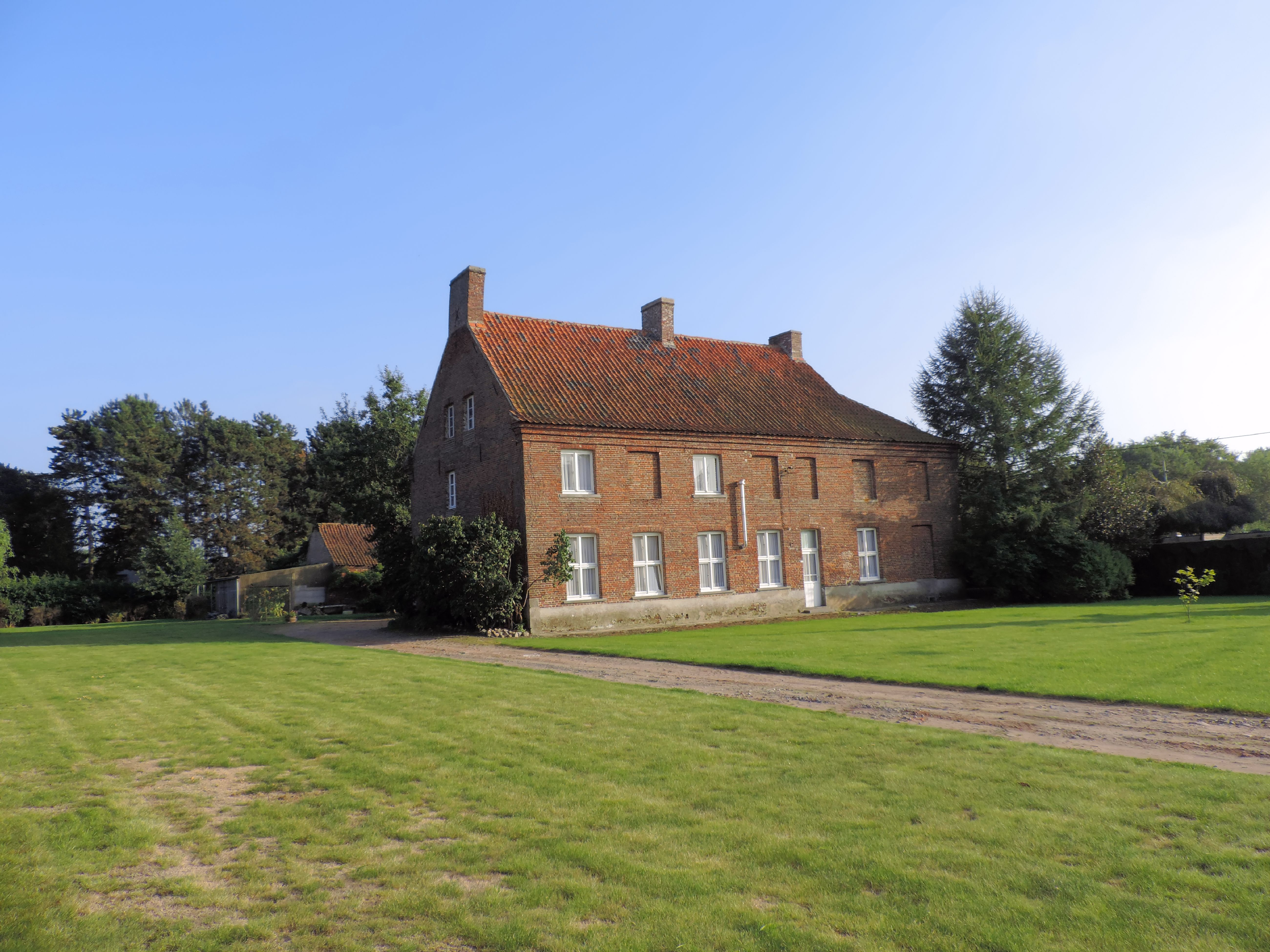
Het Hollebeekgoed: een eeuwenoude hoeve aan de rand van de Hollebeekwijk langs de Hundelgemse steenweg
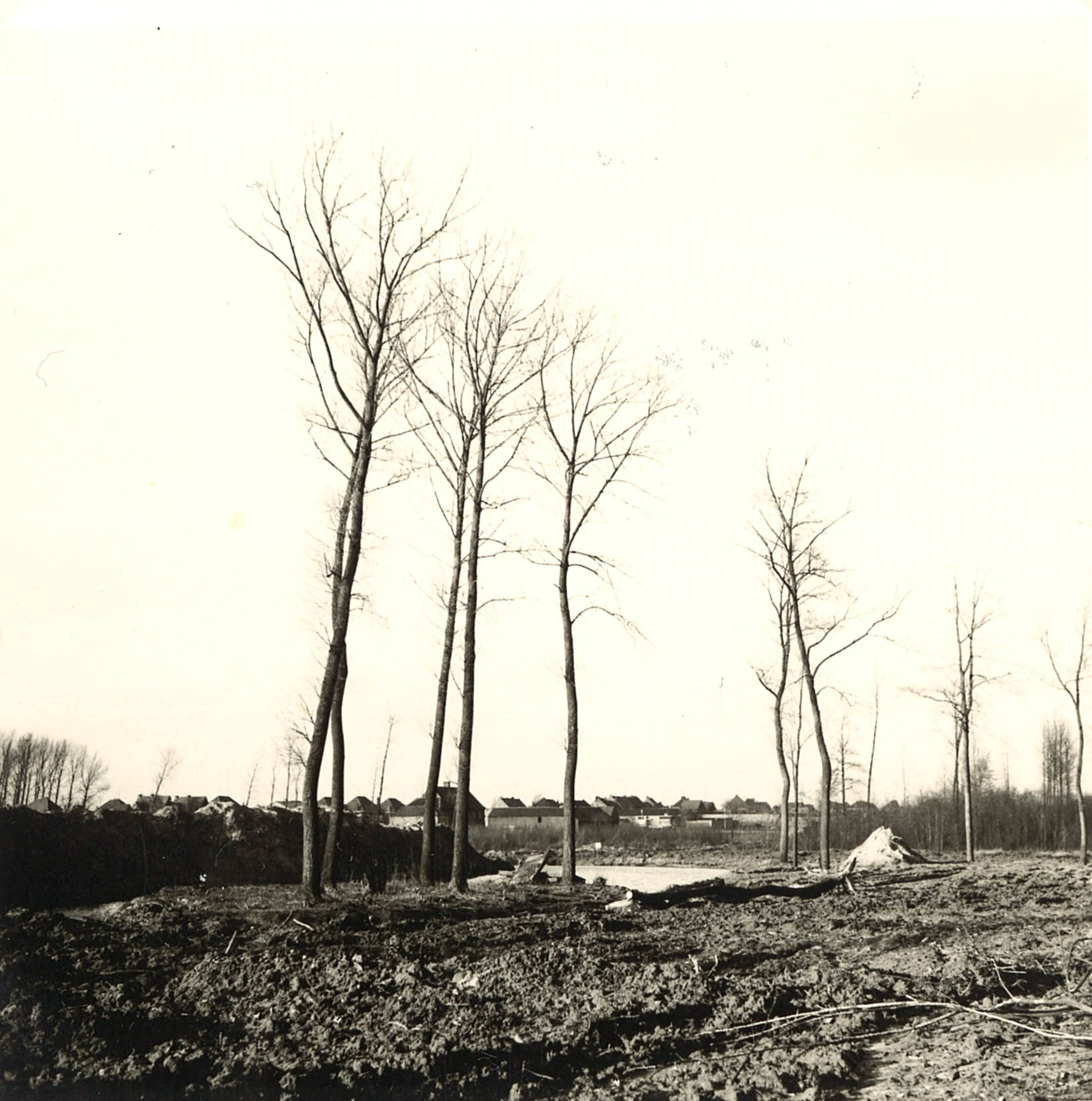
Aanleg van de Hollebeekvijver in 1971

## Verkeer en vervoer
De Hollebeekwijk ligt genesteld aan de N444, en wordt op die manier door verschillende buslijnen bediend. 
Doorheen de wijk lopen verschillende routes van het fietsknooppuntennetwerk.